# Paulo Luís Pinheiro
Paulo Luis do Carmo Pinheiro (Portimão, 8 de outubro de 1971 – Marselha, França, 10 de Julho de 2024) foi um engenheiro mecânico, piloto automóvel e empresário português. Destacou-se por ter sido o principal responsável pela fundação do Autódromo Internacional do Algarve, e por ter criado e dirigido a equipa de motociclismo e automobilismo Parkalgar Racing Team.

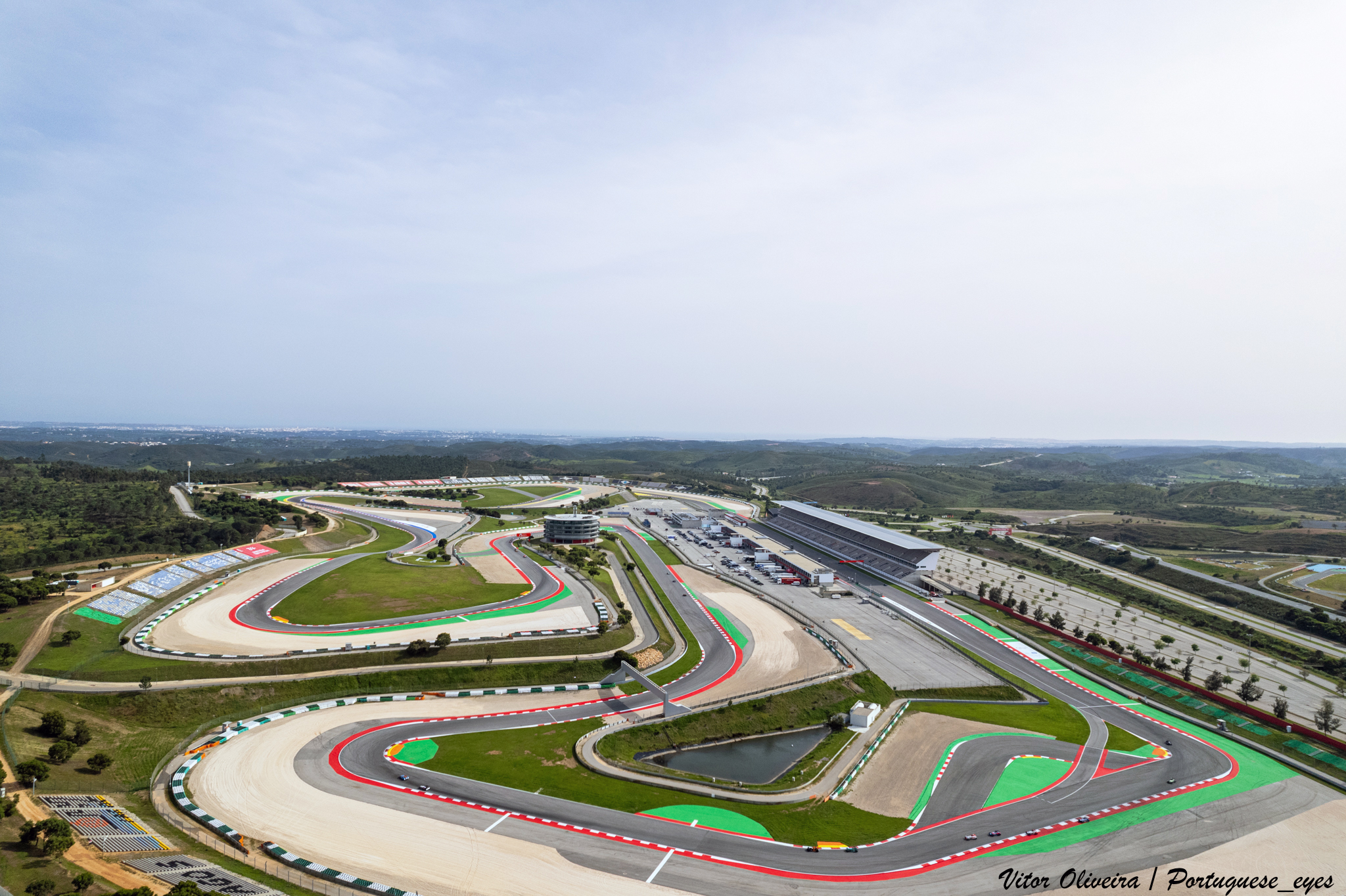
Autódromo Internacional do Algarve, em 2024.

## Biografia
Nasceu na cidade de Portimão, em 8 de Outubro de 1971.
A sua vida profissional centrou-se principalmente em torno dos desportos motorizados, tendo sido engenheiro mecânico e piloto automóvel. Iniciou a sua carreira como piloto muito cedo, tendo começado a conduzir karts por volta dos treze anos de idade. Ao longo da sua vida procurou desenvolver os desportos motorizados em Portugal e melhorar a visibilidade do país a nível internacional, tendo por este motivo sido o principal responsável pela fundação do Autódromo Internacional do Algarve, inaugurado em 2 de Novembro de 2008, e do qual também presidiu ao conselho de administração. A construção do Autódromo permitiu o regresso de grandes competições internacionais ao país, como a Fórmula 1 e o MotoGP, após vários anos de ausência. Também fundou em 2004 e dirigiu a Parkalgar Racing Team, que, em parceria com a Honda, tem marcado presença no Campeonato do Mundo de Motociclismo, no sentido de promover o Autódromo. Em 2022 criou o Parque Tecnológico Celerator, um programa de desenvolvimento centrado no Autódromo e ligado às áreas dos transportes, mobilidade e soluções energéticas, em parceria com a Universidade do Algarve.
Faleceu em 10 de Julho de 2024, aos 52 anos de idade, na cidade francesa de Marselha, devido a um cancro no pâncreas. tendo o corpo sido enterrado no Cemitério de Portimão. Na sequência da sua morte, o governo português emitiu uma nota de pesar, onde referiu que «ao Paulo Pinheiro devemos um contributo ímpar na afirmação do Algarve e do país como grandes palcos internacionais do desporto motorizado, deixando assim um legado único em Portugal». A autarquia de Portimão decretou luto municipal, que recordou a sua «dedicação e enorme dinamismo em prol do desporto motorizado e da projeção de Portimão, da Região do Algarve e do País como um destino de referência do desporto motorizado». O presidente da Federação Internacional de Motociclismo, José Viegas, considerou a morte de Paulo Pinheiro como «uma grande perda para o país», e recordou-o como uma figura «muito importante para o desporto motorizado em Portugal, nomeadamente no que toca a provas internacionais, como o MotoGP, Fórmula 1 ou Mundial de Superbikes», enquanto que o presidente da Federação Portuguesa de Automobilismo e Karting, Ni Amorim, classificou-o como «um grande impulsionador» do automobilismo nacional. O Conselho Directivo da Comissão de Coordenação e Desenvolvimento Regional do Algarve também emitiu uma nota de pesar, onde considerou Paulo Pinheiro como «um algarvio de mérito com um contributo destacado para a valorização e fomento do Turismo na Região e no País».
Foi condecorado três vezes após o seu falecimento: em Julho desse ano recebeu a Medalha de Ouro do Município de Portimão, em Setembro a Medalha de Prata de Mérito Turístico, atribuída pela Secretaria de Estado de Turismo, e em Novembro o Prémio Nacional de Turismo, organizado pelo jornal Expresso e o Banco Português de Investimento.